# جيمس ديفيس (لاعب كرة قدم أمريكية أمريكي)
جيمس ديفيس (بالإنجليزية: James Davis)‏ هو لاعب كرة قدم أمريكية أمريكي، ولد في 1986 في أتلانتا في الولايات المتحدة.

## وصلات خارجية
- جيمس ديفيس (لاعب كرة قدم أمريكية أمريكي) على موقع مرجع كرة القدم المحترفة.كوم (الإنجليزية)